# دره (فیلم ۲۰۱۴)
«دره» (عربی: الوادي) یک فیلم است که در سال ۲۰۱۴ منتشر شد.